# Carlo Hintermann
Carlo Hintermann (Milán, 2 de abril de 1923-Acireale, 7 de enero de 1988) fue un actor de cine, televisión y teatro y actor de doblaje italiano. A veces también fue acreditado como Carlo Hinterman.

## Biografía
Nacido en Milán en una familia de antiguo origen alemán, Hintermann se licenció en Derecho y luego se inscribió en el Centro Experimental de Cine de Roma. Después de graduarse en 1949 debutó en un papel secundario en el cortometraje Terra amara de Domenico Paolella, luego apareció en un gran número de películas y series de televisión, generalmente en papeles de carácter. También estuvo activo en el escenario, debutando en 1957 con una serie de monólogos que le valieron un casting de Vittorio Gassman para una versión musical de Irma la dulce y más tarde para O Cesare o nessuno; notablemente, obtuvo un éxito personal con el recital Milanin Milanon, junto a Milly Monti. Murió en un accidente de tránsito, atropellado por un coche en Acireale pocas horas después de una función de teatro en Catania.

## Filmografía
- Miss Italia (1950)
- Abbiamo vinto! (1951)
- Ombre sul Canal Grande (1951)
- Giovinezza (1952)
- Fratelli d'Italia (1952)
- La cieca di Sorrento (1952)
- Canzoni di mezzo secolo (1952)
- Europa '51 (1952)
- Il viale della speranza (1953)
- Traviata '53 (1953)
- Violenza sul lago (1954)
- Mamma, perdonami! (1954)
- Gran varietà (1954)
- Cronaca di un delitto (1954)
- Attila (1954)
- Amori di mezzo secolo (1954)
- Adiós a las armas (1957)
- Il corsaro della mezzaluna (1957)
- La Gerusalemme liberata (1957)
- Rascel-Fifì (1957)
- Rascel Marine (1958)
- 5 Branded Women (1960)
- A Breath of Scandal (1960)
- Pugni pupe e marinai (1961)
- Le prigioniere dell'isola del diavolo (1961)
- Il giustiziere dei mari (1961)
- La città prigioniera (1962)
- Verspätung in Marienborn  (1963)
- Agente 003: Operación Atlántida (1965)
- Z-7, operación Rembrandt (1966)
- New York chiama Superdrago (1966)
- Un milione di dollari per 7 assassini (1966)
- L'estate (1966)
- Charada internacional (1967)
- Wanted (1967)
- I barbieri di Sicilia (1967)
- Attentato ai tre grandi (1967)
- La morte non ha sesso (1968)
- El último dia de la guerra (1968)
- Il sasso in bocca (1970)
- Rangers: attacco ora X (1970)
- Quella piccola differenza (1970)
- Roma bene (1971)
- Hermano Sol, hermana Luna (1972)
- Dio, sei proprio un padreterno! (1973)
- Irene, Irene (1975)
- Occhi dalle stelle (1978)
- Tanto va la gatta al lardo... (1978)
- Ridendo e scherzando (1978)